# 2310 Olshaniya
2310 Olshaniya је астероид главног астероидног појаса. Приближан пречник астероида је 32,73 ,
а средња удаљеност астероида од Сунца износи 3,147 астрономских јединица (АЈ).
Инклинација (нагиб) орбите у односу на раван еклиптике је 2,648 степени, а орбитални период износи 2039,827 дана (5,584 година). Ексцентрицитет орбите астероида износи 0,158.
Апсолутна магнитуда астероида износи 11,30 а геометријски албедо 0,049.
Астероид је откривен 26. септембра 1974. године.